# 39 v. Chr.
Portal Geschichte | Portal Biografien | Aktuelle Ereignisse | Jahreskalender | Tagesartikel

◄ |
2. Jahrhundert v. Chr. |
1. Jahrhundert v. Chr. |
1. Jahrhundert |
►

◄ | 50er v. Chr. | 40er v. Chr. | 30er v. Chr. | 20er v. Chr. |
10er v. Chr. |
►

◄◄ | ◄ | 42 v. Chr. | 41 v. Chr. | 40 v. Chr. | 39 v. Chr. |
38 v. Chr. |
37 v. Chr. |
36 v. Chr. |
► |
►►
Staatsoberhäupter

## Ereignisse
- Im Vertrag von Misenum regeln Octavian und Sextus Pompeius die Vorherrschaft im westlichen Mittelmeer.

## Geboren
- Antonia die Ältere, römische Adlige
- Iulia, römische Adlige, Tochter des Augustus († 14 n. Chr.)
- um 39 v. Chr.: Claudia Marcella die Jüngere, römische Adlige

## Gestorben
- Quintus Labienus, römischer Feldherr